# Viejos ratones del tiempo
«Viejos ratones del tiempo» es el tercer y último sencillo de la banda argentina Invisible, lanzado a fines de 1974, después de la edición de su primer LP. Este simple sería el último trabajo de Invisible con el sello Talent - Microfón.

## Lista de canciones
1. «Viejos ratones del tiempo»
2. «Oso del sueño»

## Músicos
- Carlos Alberto Machi Rufino: Bajo.
- Héctor "Pomo" Lorenzo: Batería.
- Luis Alberto Spinetta: Guitarra y voz.